# Anton J. Joling

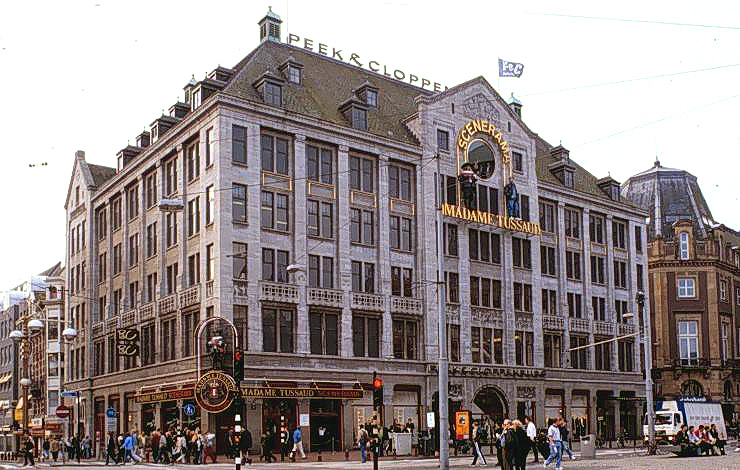
Peek & Cloppenburg (2008)

Antonius Jacobus (Anton J.) Joling (Zevenaar, 25 maart 1857 - Amsterdam, 4 januari 1934) was een Nederlands architect.
Hij was zoon van horlogemaker Antonius Joling en Theodora Antonia van de Paverd. Hijzelf huwde met Adriana Henrica Schwiep. Hij werd begraven op Begraafplaats Buitenveldert.
Zijn opleiding begon al op dertienjarige leeftijd toen hij les kreeg van zijn oom, een aannemer en bouwkundige. Daarbij moest hijzelf ook als timmerman aan de slag. Op twintigjarige leeftijd begon hij in Amsterdam te werken, waar zijn loopbaan verder ging als opzichter. Hij bleef werken en ontwerpen. Een belangrijke stap richting architectuur werd gezet toen hij als tweeëntwintigjarige ging werken op het bureau van Pierre Cuypers. Hij zou er acht jaar praktijkervaring opdoen. Hij is dertig jaar als hij als zelfstandige het vak gaat uitoefenen. Zijn specialismen werden kantoren, fabrieken, scholen en ziekenhuizen,
Enkele werken:
- Bensdorpfabriek, Binnen-Amstel, vanaf rond 1889 herbouw en diverse verbouwingen, als gevolg van dit werk mocht hij ook fabrieken elders in Europa ontwerpen;
- 't Kasteel van Aemstel aan de Nieuwezijds Voorburgwal, enige tijd in gebruik bij De Tijd
- Poorthuis Begijnhof Spui in 1907 met beeldhouwwerk van Rien Hack
- silogebouw Afrika voor Blauwhoedenveem
- winkel Peek & Cloppenburg op de Dam
- zusterhuis en andere bijgebouwen van de inmiddels afgebroken kerk De Liefde in Amsterdam
- scholen aan Lauriergracht, Lindengracht en Elandsstraat
- ziekenhuis met kapel in Zevenaar, maar ook het gemeentehuis aldaar
- diverse kerken in Oss, Anna Paulowna en de na de Tweede Wereldoorlog gesloopte Dominikanerkerk in Nijmegen

In aanvulling van bovenstaande werkzaamheden stond hij een aantal keren op kieslijsten voor gemeenteraden en Provinciale Staten, zonder er ooit zitting in te hebben gehad. Hij toonde zijn maatschappelijk betrokkenheid in allerlei instanties: hij was lid van de Gezondheidscommissie, afdeling Volkshuisvesting en Woningtoezicht, lid der Commissie van Toezicht op het lager onderwijs etc.. Ook was het bestuurslid van de Maatschappij tot bevordering van de bouwkunst, was aangesloten bij Architectura et Amicitia en lid van kunstkring De Violier.
Karel Petrus Tholens is een leerling van hem.
In 2016 diende de Architect Anton j. Joling Stichting, die waakt over zijn nalatenschap als architect, een verzoek in bij de gemeente Amsterdam om een brug naar hem te vernoemen. Die gemeente vroeg toen om namen van kandidaten voor vernoemingen voor anonieme bruggen (dat wil zeggen bruggen met alleen een brugnummer) of bruggen die tot dan toe alleen bekend waren middels een officieuze benoeming. De brug 20 draagt sindsdien zijn naam.